# IC 2537
IC 2537 је спирална галаксија у сазвјежђу Шмрк (Пумпа) која се налази на листи објеката дубоког неба у Индекс каталогу.
Деклинација објекта је - 27° 34' 17" а ректасцензија 10h 3m 51,8s. Привидна величина (магнитуда) објекта IC 2537 износи 12,1 а фотографска магнитуда 12,8. Налази се на удаљености од 37,912 милиона парсека од Сунца. IC 2537 је још познат и под ознакама ESO 499-39, MCG -4-24-15, UGCA 197, AM 1001-272, PGC 29179.